# Godzilliognomus
Genre
Godzilliognomus est un genre de rémipèdes de la famille des Godzilliidae.

## Distribution
Les espèces de ce genre sont endémiques des Bahamas.

## Liste des espèces
Selon World Register of Marine Species (12 février 2014) :
- Godzilliognomus frondosus Yager, 1989
- Godzilliognomus schrami Iliffe, Otten & Koenemann, 2010

## Publication originale
- Yager, 1989 : Pleomothra apletocheles and Godzilliognomus frondosus, two new genera and species of remipede crustaceans (Godzilliidae) from anchialine caves of the Bahamas. Bulletin of Marine Science, vol. 44, no 3, p. 1195-1206.